# Nestor de Norfolk
Nestor productus
Espèce
Statut de conservation UICN

 EX  : Éteint
Le Nestor de Norfolk (Nestor productus) était une espèce de gros oiseau à bec proéminent, au plumage brun-olive et au poitrail orange.
Cette espèce disparue vivait sur l’île de Norfolk. Elle a été décrite pour la première fois par Johann Reinhold Forster (1729-1798) et son fils Georg Forster (1754-1794) lors de la découverte de l’île par le capitaine James Cook (1728-1779) le 10 octobre 1774. L’espèce fut chassée par les premiers colons ou réduite en captivité. Elle dut disparaître à l'état naturel au début du XIXe siècle. Le dernier spécimen s’est éteint à Londres en 1851.
C’est John Gould (1804-1881) qui fait paraître la première description scientifique de l’espèce. Lors de son voyage en Australie, il établit que l’oiseau était aussi présent sur l’île Phillip, inhabitée.